# Maria de Ventadour
Maria de Ventadour (of Ventedorn) was een trobairitz en een mecenas van troubadourspoëzie aan het einde van de 12de eeuw.
Maria was een van de las tres de Torena (de drie van Turenne), de 3 dochters van graaf Raymond II de Turenne en Elise de Séverac. Volgens Bertran de Born bezaten deze 3 dames tota beltat terrena (alle aardse schoonheid). Maria's geboortedatum is onbekend. Vermoedelijk stierf ze in 1222. Haar naam wordt onder meer weergegeven als Marie de Turenne en Marguerite de Turenne. Ze trouwde met burggraaf Eble V van Ventadour van Ventadour (Corrèze, Frankrijk). Hun zoon Eble huwde met Dauphine de la Tour d'Auvergne. Hun dochter heette Alix of Alasia.
Maria's echtgenoot was de kleinzoon van Eble III van Ventadour (de mecenas van troubadour Bernard de Ventadour) en de achterkleinzoon van Eble le chanteur, een van de vroegste troubadours. Maria wordt aangesproken, of op zijn minst vermeld, in het werk van verscheidene troubadours waaronder Gaucelm Faidit, Monge de Montaudon, Gausbert de Puicibot, Pons de Capduelh, Guiraut de Calanso, Bertran de Born en Gui d'Ussel. Volgens de poëtische commentaren die haar Vida (levensbeschrijvingen van troubadours) bevat, was Hugo IX van Lusignan haar "ridder" (era sos cavalliers).
Maria de Ventadour was niet enkel mecenas maar ook trobairitz (vrouwelijke troubadour). Eén tensó (poëtisch debat) uit circa 1197 is bekend van haar hand. De verzen van dit werk werden door haar en Gui d'Ussel samen gecomponeerd. Het debat gaat over de volgende vraag: eens een man door een dame wordt geaccepteerd als geliefde, wordt hij dan haar gelijke, of blijft hij haar dienaar? Maria stelt dat hij haar dienaar blijft.